# Il cecchino
Il cecchino (Le Guetteur) è un film del 2012 diretto da Michele Placido.

## Trama
A Parigi, il cecchino Vincent Kaminski, che durante alcune rapine ha colpito degli agenti intervenuti sul posto, è ricercato con la sua banda dal commissario di polizia Mattei.
Un giorno una chiamata anonima alla polizia suggerisce la locazione del cecchino che viene quindi catturato. Subito lo stesso richiede la presenza del suo avvocato Kathy, ma durante la preparazione della sua evasione, lei viene assassinata.
Da qui in avanti sia Vincent che il commissario Mattei daranno la caccia a questo nuovo assassino .

## Distribuzione
Il film del sottogenere polar è stato presentato in una prima versione al Marché del Festival di Cannes 2012, e ufficialmente presentato in Italia fuori concorso al Festival internazionale del film di Roma 2012. Il film è uscito nelle sale il 1º maggio 2013 in una versione leggermente ritoccata per il mercato italiano.